# The Geysers

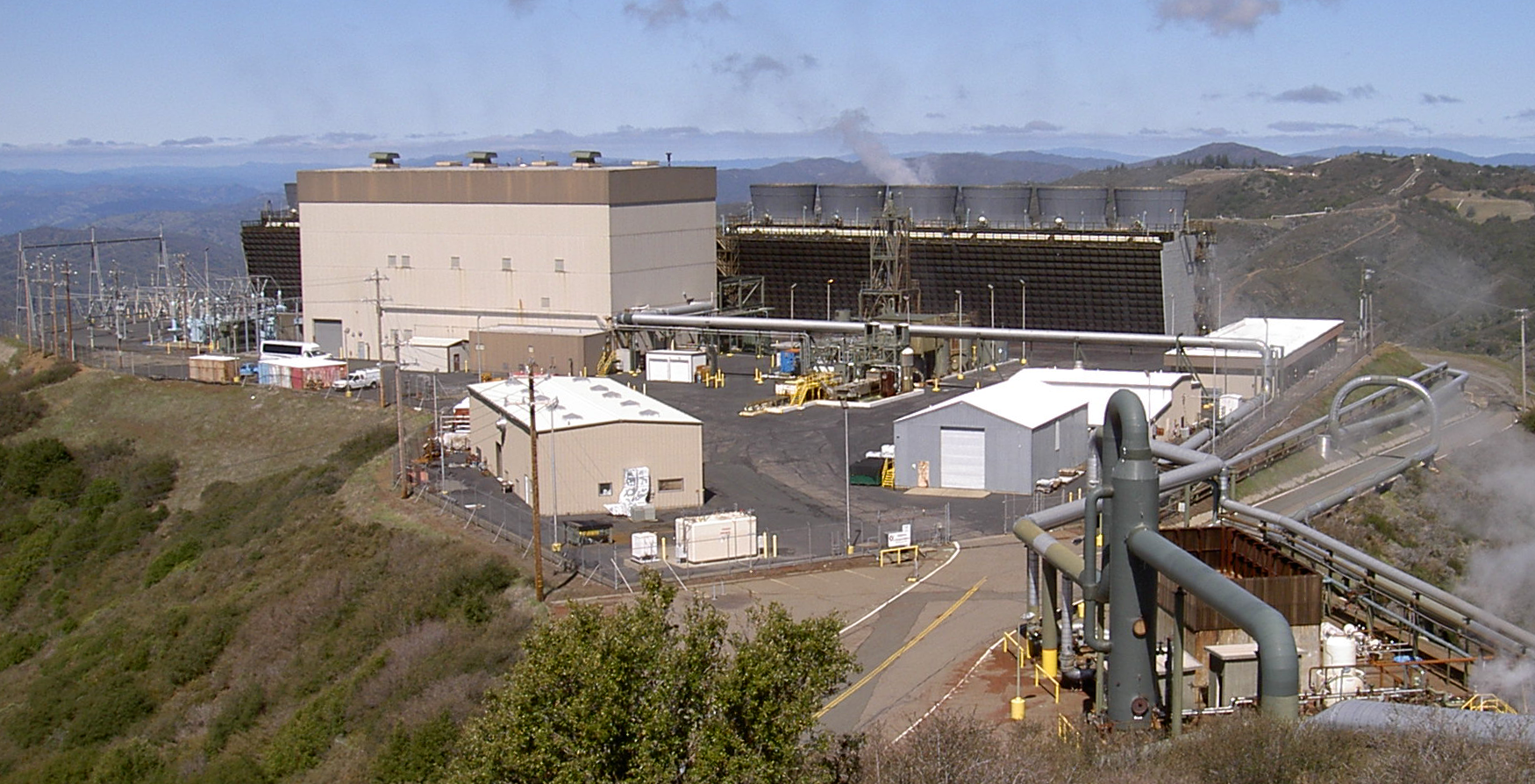
Sonoma Calpine 3 una de las plantas del complejo "The Geysers"

The Geysers es un conjunto de centrales geotermoeléctricas a 116 km al norte de San Francisco (California). Es el complejo más grande de energía geotérmica en el mundo y proporciona más de 950 MW operando solo al 63% de capacidad. Está formada por 21 centrales termoeléctricas que utilizan vapor de más de 350 géiseres. La corporación "Calpine Corporation" gestiona y posee 19 de las 21 instalaciones. Las otras dos instalaciones son gestionadas por la Agencia de energía del Norte de California.